# ناحیه میستلباخ
ناحیه میستلباخ (به آلمانی: Mistelbach District) یک ناحیه در اتریش است که در نیدراسترایش واقع شده‌است. ناحیه میستلباخ ۷۲٬۷۲۶ نفر جمعیت دارد.